# 乔瓦尼·采尔诺戈拉兹
乔瓦尼·采尔诺戈拉兹（1982年12月27日—），克罗地亚男子射击运动员，2012年夏季奥运会男子多向飞碟金牌得主、2023年欧洲运动会男子多向飞碟团体金牌得主、2023年世界射击锦标赛男子多向飞碟金牌得主。